# Elias Pettersson (ishockeyspelare född 2004)
Elias Nils Pettersson, född 16 februari 2004 i Västerås, är en svensk professionell ishockeyspelare (back) som spelar för Örebro HK i Svenska Hockeyligan.